# Dyskografia Jima Jonesa
Poniżej przedstawiona została dyskografia amerykańskiego rapera Jima Jonesa, członka zespołu wykonującego muzykę hip-hop – The Diplomats. Zawiera dokonania solowe, wspólne oraz single. Do wszystkich singli solowych powstały teledyski.

## Dyskografia

### Albumy studyjne
| Rok  | Tytuł | Najwyższa pozycja | Najwyższa pozycja | Najwyższa pozycja |
| Rok  | Tytuł | U.S. 200          | U.S. R&B          | U.S. Rap          |
| ---- | --- | ----------------- | ----------------- | ----------------- |
| 2004 | On My Way to Church - Pierwszy studyjny album - Data wydania: 24 sierpnia, 2004 - Wytwórnia: Diplomat/Koch                        | 18                | 4                 | 3                 |
| 2005 | Harlem: The Diary of a Summer - Drugi studyjny album - Data wydania: 23 sierpnia, 2005 - Wytwórnia: Diplomat/E1                   | 5                 | 1                 | 1                 |
| 2006 | Hustler’s P.O.M.E. (Product of My Environment) - Trzeci studyjny album - Data wydania: 7 listopada, 2006 - Wytwórnia: Diplomat/E1 | 6                 | 1                 | 1                 |
| 2009 | Pray IV Reign - Czwarty studyjny album - Data wydania: 24 marca, 2009 - Wytwórnia: Columbia/E1                                    | 9                 | 2                 | 1                 |
| 2011 | Capo - Piąty studyjny album - Data wydania: 5 kwietnia, 2011 - Wytwórnia: Diplomat/E1                                             | TBR               | TBR               | TBR               |

### Wspólne albumy
| Rok  | Tytuł | Notowania | Notowania | Notowania |
| Rok  | Tytuł | U.S.      | U.S. R&B  | U.S. Rap  |
| ---- | --- | --------- | --------- | --------- |
| 2003 | Diplomatic Immunity (z The Diplomats) - Data wydania: 25 marca, 2003 - Wytwórnia: Diplomat/Roc-A-Fella/Def Jam | 8         | 1         | *         |
| 2004 | Diplomatic Immunity 2 (z The Diplomats) - Data wydania: 19 października, 2004 - Wytwórnia: Diplomat/E1         | 46        | 8         | *         |
| 2008 | M.O.B.: The Album (z ByrdGang) - Data wydania: 1 lipca, 2008 - Wytwórnia: ByrdGang/Asylum                      | 29        | 6         | 5         |
| 2009 | The Rooftop (z DJ Webstar) - Data wydania: 6 października, 2009 - Wytwórnia: E1/Scrilla Hill/Splash            | –         | –         | –         |
| 2011 | Diplomatic Immunity 3 (z The Diplomats) - Data wydania: 4 lipca, 2011 - Wytwórnia: Diplomat/Interscope         | TBR       | TBR       | TBR       |

### Kompilacje
| Rok  | Tytuł |
| ---- | --- |
| 2006 | A Dipset X-Mas - Data wydania: 5 grudnia, 2006 - Wytwórnia: Diplomat/Koch - Sprzedasz w US: 20.209                                  |
| 2008 | A Tribute To Bad Santa Starring Mike Epps - Data wydania: 25 listopada, 2008 - Wytwórnia: Splash/Koch - Sprzedasz w US: brak danych |

### Oficjalnemixtape’y
| Rok  | Tytuł                                             |
| ---- | ------------------------------------------------- |
| 2002 | Ryder Muzik                                       |
| 2004 | Ambitionz Of A Gangsta                            |
| 2005 | City Of God                                       |
| 2006 | Jim Jones Presents M.O.B.                         |
| 2006 | The Seven Day Theory                              |
| 2007 | The Jim Jones Chronicles                          |
| 2007 | Members Of Byrdgang 2                             |
| 2008 | Harlem’s American Gangster                        |
| 2008 | Street Religion (Love Me No More Special Edition) |
| 2008 | Byrdgang Presents: G.I. Jones                     |
| 2009 | Jockin’ Jim Jones                                 |
| 2009 | Pray IV Reign: The Mixtape                        |
| 2009 | Street Religion (Heron 3:16)                      |
| 2010 | Ghost of Rich Porter                              |
| 2010 | Capo Life                                         |

## Single

### Solowe
| Rok  | Utwór                                                                | Notowania    | Notowania | Notowania | Album                                          |
| Rok  | Utwór                                                                | U.S. Hot 100 | U.S. R&B  | U.S. Rap  | Album                                          |
| ---- | -------------------------------------------------------------------- | ------------ | --------- | --------- | ---------------------------------------------- |
| 2004 | „Certified Gangstas” (featuring Game, Cam’ron & Jay Bezel)           | –            | 80        | –         | On My Way to Church                            |
| 2004 | „Crunk Muzik” (featuring Juelz Santana & Cam’ron)                    | –            | 84        | –         | On My Way to Church                            |
| 2005 | „Baby Girl” (featuring Max B)                                        | –            | 58        | –         | Harlem: The Diary of a Summer                  |
| 2005 | „Summer Wit Miami” (featuring Trey Songz)                            | –            | 78        | –         | Harlem: The Diary of a Summer                  |
| 2005 | „What You Been Drankin On” (featuring P. Diddy, Paul Wall & Jha Jha) | –            | 106       | –         | Harlem: The Diary of a Summer                  |
| 2006 | „We Fly High”                                                        | 5            | 4         | 1         | Hustler’s P.O.M.E. (Product of My Environment) |
| 2007 | „Emotionless” (featuring Juelz Santana)                              | –            | 91        | –         | Hustler’s P.O.M.E. (Product of My Environment) |
| 2008 | „Love Me No More” (featuring Kobe)                                   | –            | 103       | –         | Harlem’s American Gangster                     |
| 2008 | „The Good Stuff” (featuring NOE)                                     | –            | 103       | –         | bez albumu                                     |
| 2008 | „Pop Champagne” (featuring Ron Browz & Juelz Santana)                | 22           | 3         | 3         | Pray IV Reign                                  |
| 2009 | „Na Na Nana Na Na” (featuring Bree-Beauty)                           | –            | 75        | –         | Pray IV Reign                                  |
| 2010 | „Perfect Day” (featuring Chink Santana & Logic)                      | –            | 71        | –         | Capo                                           |

### Wspólne
| Rok  | Utwór                                                 | Notowania | Notowania | Notowania | Album                  |
| Rok  | Utwór                                                 | U.S.      | U.S. R&B  | U.S. Rap  | Album                  |
| ---- | ----------------------------------------------------- | --------- | --------- | --------- | ---------------------- |
| 2003 | „Built This City” (z The Diplomats)                   | –         | 94        | –         | Diplomatic Immunity    |
| 2003 | „Dipset Anthem” (z The Diplomats)                     | –         | 64        | –         | Diplomatic Immunity    |
| 2004 | „S.A.N.T.A.N.A.” (z The Diplomats)                    | –         | 86        | –         | Diplomatic Immunity 2  |
| 2008 | „Splash” (z ByrdGang featuring Juelz Santana)         | –         | –         | –         | M.O.B.: The Album      |
| 2008 | „Bad Santa Intro” (ze Skull Gang)                     | –         | –         | –         | A Tribute to Bad Santa |
| 2009 | „Dancin on Me” (z DJ Webstar featuring Juelz Santana) | 104       | 48        | 19        | The Rooftop            |
| 2009 | „She Can Get It” (z DJ Webstar)                       | –         | –         | –         | The Rooftop            |

### Gościnnie
| Rok  | Utwór                                                                             | U.S. Hot 100 | U.S. R&B | U.S. Rap | Album                                |
| ---- | --------------------------------------------------------------------------------- | ------------ | -------- | -------- | ------------------------------------ |
| 2006 | „I Love You” (Cheri Dennis featuring Jim Jones & Yung Joc)                        | –            | 38       | –        | In and Out of Love                   |
| 2007 | „Sticky Icky” (Pitbull featuring Jim Jones)                                       | –            | –        | –        | The Boatlift                         |
| 2007 | „Now I Can Do That” (Bake Up Boyz featuring Jim Jones)                            | –            | 108      | –        | Fresh out da Kitchen                 |
| 2008 | „To All My Hustlers” (Chain Gang Parolees featuring Jim Jones)                    | –            | 105      | –        | The Game                             |
| 2008 | „Foolish (Remix)” (Shawty Lo featuring DJ Khaled, Birdman, Rick Ross & Jim Jones) | 102          | 29       | 13       | Units in the City                    |
| 2008 | „That’s Right” (Three 6 Mafia featuring Akon & Jim Jones)                         | –            | 97       | –        | Last 2 Walk                          |
| 2009 | „My Swagg” (Big Chief featuring Jim Jones)                                        | –            | 84       | –        | My Swagg (The Eat Greedy EP, Vol. 1) |
| 2009 | „Wut You Talkin Bout” (Hussein Fatal featuring Jim Jones)                         | –            | –        | –        | Born Legendary                       |
| 2009 | „I Love Her” (Marques Houston featuring Jim Jones)                                | –            | 85       | –        | Mr. Houston                          |
| 2009 | „Move” (N.O.R.E. featuring Nina Sky & Jim Jones)                                  | –            | –        | –        | S.O.R.E.                             |
| 2009 | „Blockstars” (DJ Kayslay featuring Ray J, Yo Gotti, Busta Rhymes & Jim Jones)     | –            | –        | –        | More Than Just a DJ                  |